# Milchkannenhalter
Der Milchkannenhalter ist eine Vorrichtung zur Stabilisierung von Milchkannen und wird überwiegend in landwirtschaftlichen Betrieben genutzt. Er findet sowohl Verwendung in Gebäuden als auch beim Transport.
Im Handel sind Halterungen aus Aluminium-Guss verfügbar, die an der Wand angebracht werden können, um Milchkannen daran zum Trocknen aufzuhängen.
Noch bis in die 1950er-Jahre wurden Milchkannen von der Viehwiese bis zum Bauernhof mit Fahrrädern transportiert. Hierzu wurden unterschiedliche Milchkannenhalter aus Holz oder Metall am Fahrrad montiert. Mittels der Halterung für Fahrräder konnten zumeist zwei Milchkannen befestigt und transportiert werden. Als Erfinder und Hersteller der Milchkannenhalter aus Metall gilt der norddeutsche Schmiedemeister Hermann Holsten.
Auch für den Transport mit anderen Verkehrsmitteln, wie einem Motorroller, wurden spezielle Halterungen hergestellt.